# Óscar Osorio
Óscar Osorio Hernández (Sonsonate, El Salvador, 14 de diciembre de 1910 - Houston, Estados Unidos, 6 de marzo de 1969) gobernó como miembro del Consejo de Gobierno Revolucionario del 14 de diciembre de 1948 al 14 de septiembre de 1950. Fue Presidente Constitucional de El Salvador desde el 14 de septiembre de 1950 hasta el 14 de septiembre de 1956.

## Biografía
Parte de su niñez el teniente Coronel Osorio la pasó a cargo del Capitán Rodas, motivo por el cual siempre lo consideró también como a un padre y como su hermana a doña Marta Rodas. 
Se casó dos veces: la primera vez con Leticia Rosales, con quien tuvo tres hijos: Ana Maya, Oscar y Rhina. Su segunda esposa fue Esperanza Llerena y tuvieron dos hijos: Humberto y Cecilia.
La educación primaria la realizó en Sonsonate, Santa Ana y San Salvador, y la profesional en la Escuela Militar "Capitán General Gerardo Barrios" de la ciudad de San Salvador.

Hizo sus estudios superiores en varias Academias Nacionales y Extranjeras, pero principalmente 3 años en la Escuela de Guerra de Turín, Italia, de donde regresó al país en octubre de 1943.

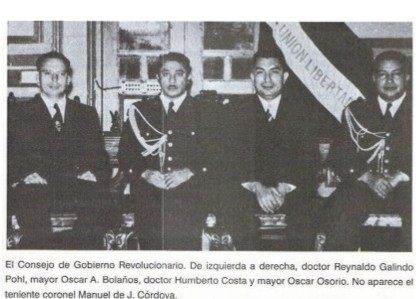
Consejo de Gobierno Revolucionario Fotografía tomada en el Museo Militar de la Fuerza Armada de El Salvador.

El 14 de diciembre de 1948 se produjo un golpe de Estado de los "militares jóvenes" contra el presidente Salvador Castaneda Castro. Osorio, a la postre con el grado de mayor, se encontraba como agregado en la misión diplomática de El Salvador en México, y fue llamado para liderar el gobierno provisional denominado Consejo de Gobierno Revolucionario, formado también por el mayor Óscar Bolaños y por los civiles Reynaldo Galindo Pohl y Heriberto Costa.

### Gobierno

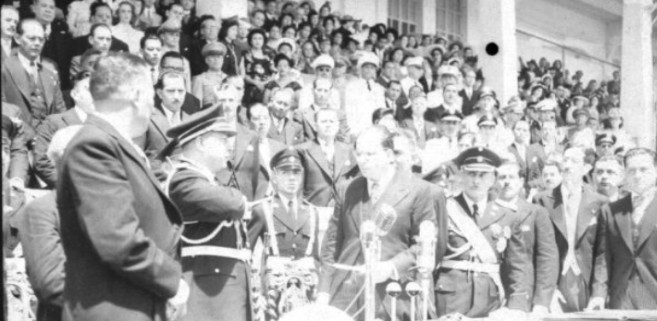
el coronel Oscar Osorio asume la Presidencia de El Salvador en 1950. Presidente Osorio dio a su nación una Constitución que incluye disposiciones y derechos para todos los ciudadanos

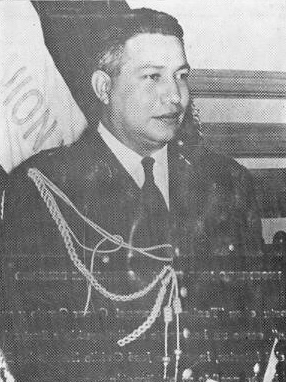
Como presidente, lanzó lo que Charles Anderson denominó la "revolución controlada", es decir, una estrategia en la que el gobierno buscaría satisfacer las crecientes demandas de cambio de la clase media mediante la promulgación de un programa moderado de reformas socioeconómicas sin perturbar gravemente la estructura social y económica existente.

Durante su periodo se le conoce como la ‘’época de oro’’ya que un auge del café permitió al coronel Oscar Osorio y a su partido revolucionario de unificación democrática. Dar  un mejoramiento de la vivienda y la salud de la clase obrera. Una nueva Constitución proporcionó los derechos de las mujeres en 1950
De acuerdo con la nueva constitución del 7 de septiembre de 1950 se celebraron los comicios presidenciales.  Una Asamblea Legislativa sería elegida cada dos años con el sufragio garantizado para hombres y mujeres mayores de 18 años.  El presidente sería elegido para un período de seis años, sin posibilidad de ser reelegido.  El sistema judicial, sería elegido por la Asamblea Legislativa.  Esta Constitución declaraba que la Fuerza Armada era apolítica y esencialmente obediente; sin embargo, los militares gobernaron el país desde 1948 hasta 1979 cuando el golpe de Estado del 15 de octubre derrocó al Gral. Carlos Humberto Romero, quien gobernaba desde julio de 1977 y asumieron el poder una serie de tres juntas cívico-militares, entregando el poder a Álvaro Magaña, el 2 de mayo de 1982 después de la elección del mismo por la Asamblea Legislativa elegida reciente en marzo de 1982. En las elecciones de 1950, se presentó como candidato del Partido Revolucionario de Unificación Democrática, creado en 1945, y venció al único candidato opositor, el coronel José Ascencio Menéndez, quien se presentó por el Partido de Acción Renovadora. 
El gobierno de Osorio coincidió con un período de bonanza debido a que los precios del café y algodón se elevaron considerablemente. Su presidencia adoptó un plan de reformas sociales como la introducción del Seguro Social para los trabajadores urbanos (1949 y 1953) y la creación del Instituto de Vivienda Urbana (IVU) en 1960, los sindicatos de trabajadores fueron legalizados en 1951, así como medidas desarrollistas (impulso de una limitada industrialización), las empresas manufactoras fueron estimuladas en 1952. Con lo que percibió el Estado en concepto de impuestos a la exportación de café se iniciaron numerosas obras públicas, en especial la creación de Comisión Ejecutiva Portuaria Autónoma, CEPA, la construcción de la Presa Hidroeléctrica "5 de noviembre", la Carretera del Litoral, numerosas escuelas y complejos de viviendas multifamiliares. También se celebraba con grandes pompas los aniversarios del golpe de Estado del 14 de diciembre (llamado oficialmente la Revolución de 1948). Además cimentó el ICR, Instituto de Colonización Rural, precursor de lo que llegaría a ser el ISTA, Instituto Salvadoreño de Transformación Agrarial, el cual llegaría a presidir después de concluir su mandato presidencial.
También hubo un fuerte impulso a las artes, y se creó un plan de becas para artistas para que estudiaran en el exterior del país, el ministro de Cultura en ese periodo presidencial fue el Dr. Reynaldo Galindo Pohl. Dentro de un proyecto de modernización del Estado, Osorio promovió una de las políticas culturales más ambiciosas en la historia de El Salvador. Para citar un ejemplo, a través del Departamento Editorial del Ministerio de Cultura (posteriormente Dirección de Publicaciones del Ministerio de Educación), bajo la enérgica dirección del escritor Ricardo Trigueros de León se desarrolló una labor editorial de gran alcance, la cual constituyó, a la vez, un paso decisivo en sentar las bases del canon de la literatura salvadoreña.
De forma paralela, tuvo lugar un proceso que había de afectar el desarrollo de la literatura; el auge y la universalización de la industria de la cultura. Hacia 1950 resultaba bastante claro que los medios de difusión masiva estaban desplazando a las bellas artes y a la cultura popular tradicional como generadores de referentes imaginarios de la población. Ante esa situación la literatura fue quedando relegada a una incómoda marginalidad. Esta debilidad hizo del trabajo artístico un fácil rehén del régimen militar, cada vez más deslegitimado por la corrupción y la ausencia de libertades políticas.
En la época de Osorio inicia el cultivo del algodón en gran escala en las planicies de la costa, en especial en el Oriente del país. 
Otro hecho importante son los tratados de integración económica centroamericana firmados en 1951. 
Se crea el Instituto Salvadoreño de Fomento de la Producción. Se estimula y subsidia la exportación azucarera 
En octubre de 1960, Osorio estuvo involucrado en otro golpe de Estado. Un grupo de hombres, algunos cercanos a Osorio, derrocaron al presidente José María Lemus y lo reemplazaron por una junta de gobierno de carácter cívico-militar. A principios de 1961, un año después de estos sucesos, la efímera junta fue derrocada por un grupo de militares, decididos a «salvar al país del Osorio-Comunismo».
El teniente coronel Óscar Osorio falleció en el año de 1969 en el Hospital Metodista de Houston, Texas, Estados Unidos, a consecuencia de un fallo en un riñón complicado con neumonía.

### La "época de oro" Legado,  Analysis y Critica
Aspectos negativos:

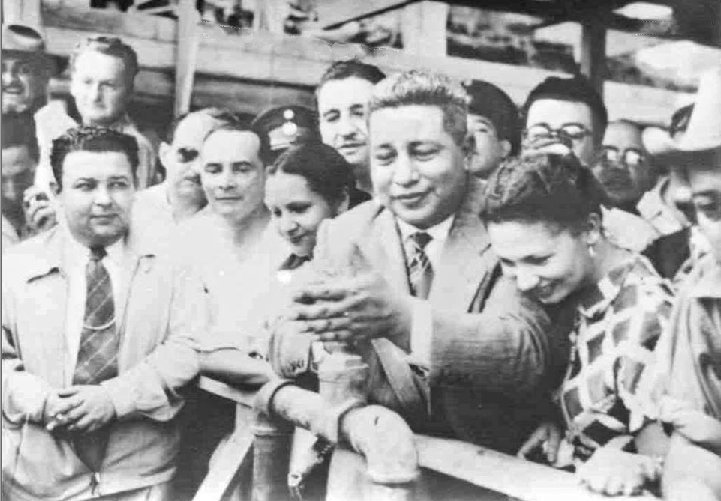
El teniente coronel Óscar Osorio (1950-1956) protagonizó la llamada «Revolución de 1948» dando lugar a políticas y patrones de comportamiento que tendrían un papel central en la práctica de la política salvadoreña durante los próximos 30 años.

1) Aplicaba tortura a líderes de oposiciones.
2) Se decía que muchas de las desapariciones de políticos eran por su culpa. Al mismo tiempo, sin embargo, junto con la apertura democrática, Osorio creó normas que sometieron al país a una suspensión de derechos individuales y colectivos, conocida como Ley de Defensa del Orden Constitucional. Con base en ello, desde 1952 hasta el final de su mandato, Osorio había desarrollado una política de represión selectiva contra dirigentes obreros y estudiantes, ante el surgimiento del movimiento popular surgido de las luchas que llevaron al derrocamiento del general Maximiliano Hernández Martínez en 1944. Osorio califica como desapariciones políticas el encarcelamiento de los líderes más importantes de la izquierda salvadoreña: los dirigentes sindicales Salvador Cayetano Carpio y su esposa Tula Alvarenga, el líder estudiantil Gabriel Gallegos Valdés y el académico Celestino Castro. Todos fueron interrogados y torturados por la Policía Nacional, como se documenta en su libro Abduction and Hood, publicado por primera vez en 1956.
Las características del gobierno que Osorio llamó Revolución 48 fueron:

Su representación continuó a partir de 1932 como gobierno de la oligarquía y el imperialismo.  

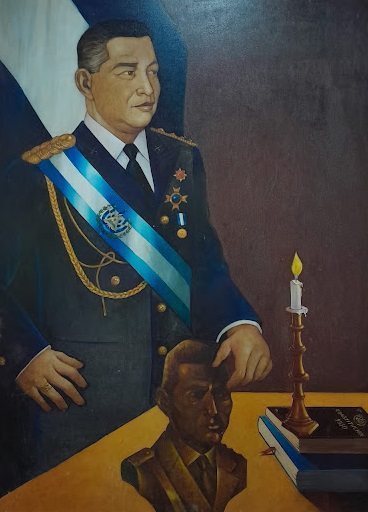
Coronel Oscar Osorio Litografia postuma

Con el aumento del precio del café, se produjo un auge en el país. El período comprendido entre las décadas de 1950 y 1960 fue de gran crecimiento económico, debido al aumento de los precios del café a nivel internacional. Algunos llaman a esta época la “época de oro de El Salvador”; esta abundancia quedó demostrada en el esplendor y fama que mostraban las recepciones y fiestas en la casa Presidencial; .
La antigua casa de gobierno está rodeada por cuatro hermosos parques, que llevan el nombre de personas de importancia nacional e internacional. Estas personas son: Juan José Cañas, compositor salvadoreño y autor de la letra de Felipe Soto, famoso compositor nacional; Venustiano Carranza, político de México y presidente de ese país de 1917 a 1920; y Miguel de Cervantes, uno de los mejores escritores que ha visto España, mundialmente conocido como el creador de Don Quijote.
Paralelamente a la alta retórica, el gobierno del coronel Osorio acentuó la línea de represión y terror contra el movimiento democrático organizado en el país. Después de dividir el movimiento obrero y apoyar un movimiento reaccionario central con el pleno apoyo de la maquinaria estatal, el gobierno liderado por Osores actuó contra la organización de la clase trabajadora en El Salvador en un intento de reprimirla, aunque con menos intensidad que en 1932. Oscar Osorio: primer presidente democrático-burgués de El Salvador (1950-56), su mandato estuvo marcado, por un lado, por la diversificación económica y la reforma que permitió el triunfo de la clase capitalista sobre la oligarquía semifeudal y feudal. Fue el período de rápida modernización industrial y expansión como vehículo político. Tales anuncios de oficiales militares para cargos políticos Por otro lado, bajo Osorio la situación económica y política del sector rural recordaba la inmutabilidad, y el gobierno era ferozmente anticomunista y no mostraba tolerancia hacia la indiferencia. Al final de su mandato, Osorio había establecido un historial de represión de sindicalistas y de arrestos, torturas, exilios y asesinatos de disidentes.

## Ascendencia militar
- Ascendió a subteniente, el 12 de diciembre de 1931
- Ascendió a teniente, el 15 de junio de 1934
- Ascendió a capitán, el 15 de octubre de 1937
- Ascendió a capitán mayor, el 15 de octubre de 1940
- Ascendió a teniente coronel, el 9 de septiembre de 1950

## Condecoraciones
- Condecoración el Collar de la Orden Mexicana de El Águila azteca, en julio de 1951.
- Condecoración al Mérito Bernardo O´Higgins en el Grado de Gran Cruz de la República de Chile, octubre de 1951.
- Condecoración de la Orden de Rubén Darío, que le concedió el Gobierno de la República de Nicaragua en enero de 1952.
- Condecoración de la Cruz Extraordinaria de la Orden de Vasco Núñez de Balboa, conferida por el Gobierno de Panamá en septiembre de 1952.
- Condecoración "Orden al Mérito del Ecuador en el Grado de la Gran Cruz Extraordinaria", en mayo de 1953.* Condecoración de la Crux Extraordinaria de la Orden de Vasco Núñez de Balboa, conferida por el Gobierno de Panamá en septiembre de 1952.
- Condecoración "Orden al Mérito del Ecuador en el Grado de la Gran Cruz Extraordinaria", en mayo de 1953.

La ONU reconoció el gobierno del teniente coronel Oscar Osorio como el Gobierno en toda la historia de El Salvador con mayor proyección social.
| Predecesor: Consejo de Gobierno Revolucionario | Presidente de El Salvador 14 de septiembre de 1950 - 14 de septiembre de 1956 | Sucesor: José María Lemus |